# Che
Che es una interjección que tiene diferentes alcances, y aparece en el español, en el valenciano y el portugués brasileño.

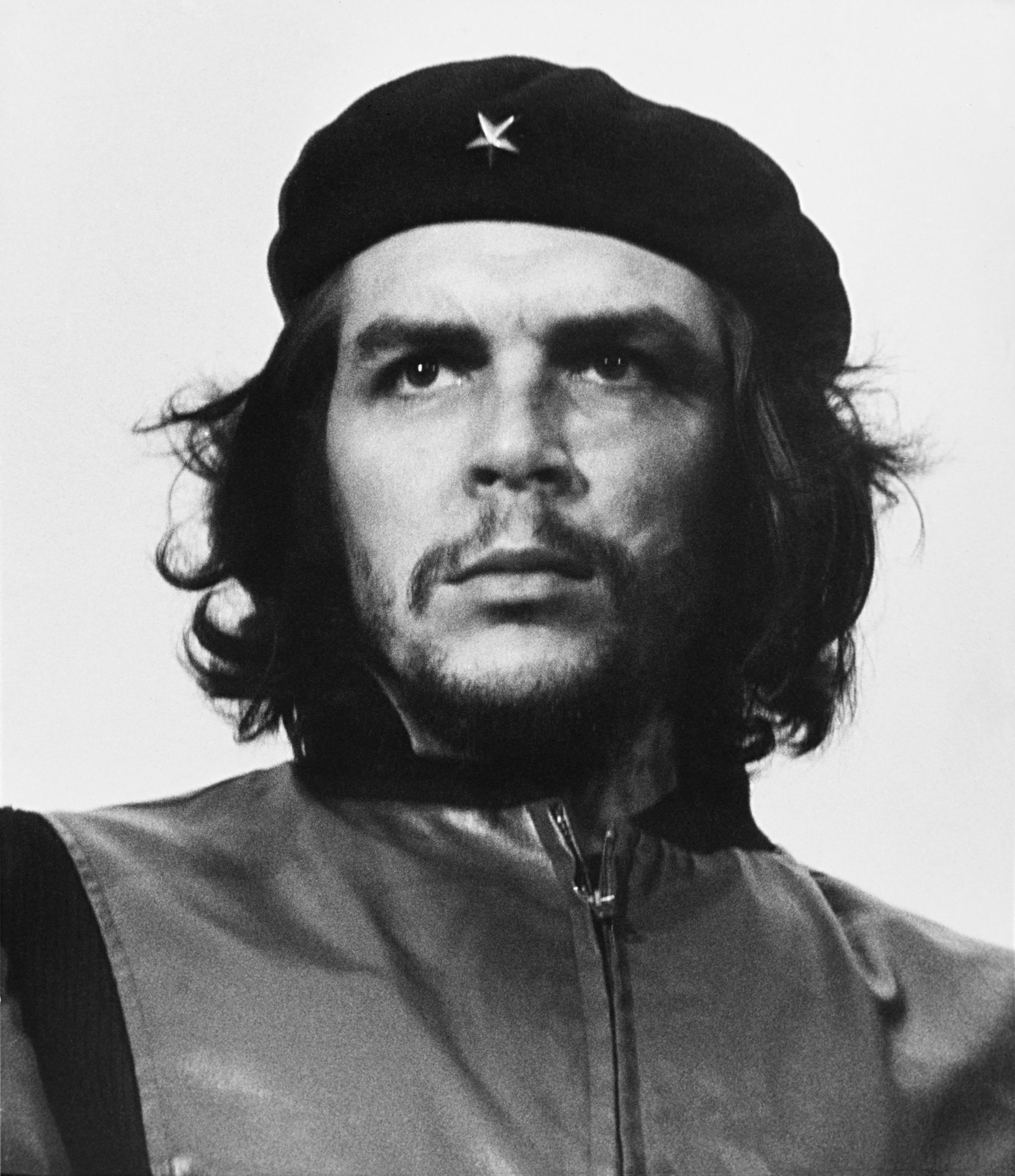
Ernesto Guevara fue apodado el Che por el uso de la muletilla «che».

Esta interjección se usa para llamar a una persona, atraer su atención, o incluso detenerla; y también en caso de sorpresa o asombro. Por consiguiente, en varios de esos sentidos equivale al «¡Oye!» de varios países de habla hispana, por ejemplo, en Argentina, «Che, ¿tenés la tarea?», equivale a «Oye, ¿tienes la tarea?» en otros lados. También puede compararse a la interjección «¡hombre!» que es común en España, por ejemplo, en Argentina, «¡che, no te enojés!», sería en España «¡hombre, no te enfades!».

## Etimología
Algunos autores sostienen que deriva de la palabra guaraní «che», que puede ser pronombre personal (‘yo’) o posesivo (‘mi’) de primera persona singular. En el guaraní hablado en el Noreste argentino, «che» se pronuncia /tʃe/ [che] y en el guaraní paraguayo se pronuncia /ʃe/ [she].
En idioma mapuche, che significa persona o gente y forma parte de muchos gentilicios de la región (como mapu-che). La lengua mapuche dominó en un tiempo la extensión completa de la Pampa y parte de lo que hoy denominan "Patagonia", operando como "lingua franca". En el origen de Buenos Aires están los asedios de líderes mapuches que como grupo dominante coordinaban a otros pueblos en la acción. "Che" en el español de Argentina (y también en el sur patagónico de Chile) es expresión originada en el proceso de colonización de la Pampa, básicamente como consecuencia de la Guerra de Arauco, de 300 años de duración, con un dominio militar efectivo aunque intermitente de la Pampa de parte los guerreros mapuches. Cuando se concertaba la Paz en Chile entre el gobernador de Chile y los mapuches, los guerreros pasaban los Andes para acciones militares (malones) contra modestos asentamientos como Mendoza, San Luis, Córdoba o Buenos Aires, especialmente contra haciendas de los entornos. Allí el mapudugún era la lingua franca entre distintos pueblos de esas zonas sometidos intermitentemente o a los españoles o a los mapuches, especialmente con sus hermanos lingüísticos allende los Andes, los puelches "gente del oriente" (de la Cordillera de los Andes).
La palabra «che» también se encuentra en el idioma quechua en la sierra norte del Perú (Áncash) y en parte del Ecuador, y se usa como interjección de atención, equivalente a «¡oye!».
Algunos filólogos italianos (como Grassi) afirman que el «che» rioplatense es de origen veneciano. El habla de los italianos de Buenos Aires (que eran en muchos casos originarios de la región de Venecia) era el cocoliche, casi extinto después de la Segunda Guerra Mundial (1939-1945). Muchas de sus palabras hoy en día se encuentran formando parte de otro dialecto ítaloargentino: el lunfardo. Como «volés» (quieres) y como «ció», posiblemente origen del «che» rioplatense: «¿Qué volés, che?» se dice en veneciano «Che vol, ció?» (pronunciado en español como [¿ké vól, chó?]).
La palabra «che» podría derivar del adverbio italiano cioé que significa ‘o sea’ o ‘es decir’ y se pronuncia [choé].
La inmigración masiva de ciudadanos italianos a la Argentina, desde fines del siglo XIX hasta luego de la Segunda Guerra Mundial (1939-1945), aportó ciudadanos de distintas regiones de Italia, que hablaban diferentes dialectos y pocas veces la lengua italiana. Para un idioma de origen latino, del cual también deriva el castellano, aparece «cioè», con un uso de tal frecuencia. «Cioè» servía de nexo entre una idea y otra que se pretendía enlazar, o sobre una misma idea que se pretendía expresar en castellano. Incluso para comunicarse entre los mismos italianos, que hablaban dialectos regionales, y provenían de clases campesinas y trabajadores, y a menudo no tenían formación escolar en la lengua oficial de su país, «cioè» era la palabra con la que iniciaban su entendimiento. De esta manera, «che» se transformó en una voz que amalgamó culturas, y en su informalidad acercó gente, convirtiéndose en una palabra popular que manifiesta amistad y confianza en el coloquio de los rioplatenses.
En Nicaragua, ciertas comunidades rurales de la región norteña lo usan como exclamación, asombro o asco, tal vez por influencia de la inmigración extranjera tanto de Europa como de Sudamérica en pasados siglos, pero si es de uso cotidiano en el léxico de los campesinos de la susodicha región principalmente en las comunidades de Sebaco.
En la Comunidad Valenciana de España esta interjección es muy frecuente desde hace siglos, y se encuentra inscripta en murales. Esto hace pensar, bien en un parentesco con el «che» rioplatense, bien en una coincidencia, de ahí entre otras cosas que al equipo de fútbol Valencia CF, se lo llame equipo ché. El «che» valenciano se escribe normativamente xe aunque posiblemente escrito ya desde largo tiempo con ch hasta la llegada de la normalización lingüística. El xe valenciano se pronuncia con una e abierta que en algunos lugares se alarga para enfatizar. Un dato a favor de una posible relación entre el «che» sudamericano y el valenciano, es el hecho de que el juego de cartas por excelencia del cono sudamericano, el truco, muy conocido en varios países, es también muy típico y exclusivo de la Comunidad Valenciana, donde recibe el nombre de truc (que significa ‘truco’) y es prácticamente desconocido en el resto de España. En la provincia de Castellón la tendencia a abrir la e ha derivado en que la expresión usada ser «cha» en lugar de «che», aunque se usa en las mismas circunstancias.
El hispanista Ángel Rosenblat relaciona el «che» rioplatense y el «che» valenciano (idéntico al argentino/uruguayo en significado y usos) con el antiguo vocablo español «ce», con que se llamaba, detenía o hacía callar a alguien. Este «ce» tenía antiguamente una pronunciación parecida a [tse], lo que explica el paso a «che». Según Rosenblat, en ciertas zonas de Lombardía (en Italia), existe una expresión parecida, «ce», pronunciada [che] con los mismos significados y usos que el che rioplatense y el valenciano, pero no aclara si están relacionados.
Aunque tras unos cuatro siglos de dominación por parte de la Corona de Aragón, y su extensión lingüística, en la isla de Cerdeña lo certificaría, pues se suele oír a menudo la exclamación «cè» (pronunciada [ché]). Pero, más que una manera de llamar a alguien, es una exclamación de maravilla o estupor.
Asimismo se hace descender al «che» valenciano (independientemente de su relación con el rioplatense) con el imperativo árabe «shuf» ‘¡mira!’.

## Distribución geográfica
«Che» se usa en Argentina, Paraguay, Uruguay, así como también en España, particularmente en la Comunidad Valenciana y zonas limítrofes, pero también al norte del país, pues en Galicia es usado ampliamente en la zona de la Costa de la Muerte (La Coruña). También es utilizada la variante «chey» por los isleños en Islas Malvinas lugar donde se habla una variante de inglés conocida como inglés malvinense, el uso de esta palabra aplica para el mismo significado que se le da en el español rioplatense.
En Brasil, dos dialectos registran el uso de variaciones de «che», la expresión se habla y se escribe como «tchê» en el estado de Río Grande del Sur, siendo parte del dialecto gaúcho; en el estado de São Paulo, a través del dialecto caipira, influenciado por el gaúcho, se escribe como «ché» o «xé», sin embargo la pronunciación suena como el «che» castellano.

## Uso
Según el Diccionario de la lengua española (de la Real Academia Española) se usa en Argentina, Paraguay, Uruguay para llamar, detener o pedir la atención a alguien o para denotar asombro o sorpresa.
En Argentina, el uso de la expresión denota confianza y es utilizada para enfatizar.
En la Comunidad Valenciana se utiliza con diversas connotaciones, por ejemplo tiene un uso similar a ‘¡oye!’, ‘¡hombre!’, ‘¡mira!’ o ‘¡vaya!’; por ejemplo: «xe, ja havíem parlat d'això» (‘¡oye, ya habíamos hablado de eso!’). Es frecuente su uso junto con el pronombre «tu», por ejemplo para expresar enfado: «Xe tu, ja hem tornat a fallar» (‘¡joder, ya hemos vuelto a fallar!’), o para reafirmar o enfatizar ideas: «Que sí, che, que yo lo he visto» (‘¡que sí, hombre, que yo lo he visto!’). Parece tener otros varios usos comodín o como mera muletilla sin significado concreto.
En los demás países hispanoamericanos, especialmente en México y Centroamérica, la palabra se usa como sinónimo de ‘argentino’ debido al abundante uso que estos hacen de esta interjección.
En España «che» es utilizado para referirse a una persona de origen valenciano. El Valencia Club de Fútbol es conocido como el «equipo Che» o simplemente «los Che».
Se pronuncia de la misma manera pero se escribe de diferentes maneras según el lugar donde se hable, por ejemplo se representa como «tchê» conforme a las reglas de escritura del idioma portugués. la forma de escribirlo en valenciano es «xe».
En algunos países latinoamericanos, el término «che» es utilizado para referirse a una persona argentina.
A veces se emplea como adjetivo gentilicio de Argentina («diarios che», «obelisco che»).
Ernesto Guevara fue apodado Che, porque él mismo lo usaba repetidamente en sus conversaciones (por ejemplo: "¡Qué calor hace, Che!"), pero profundizó su necesidad de dirigirse a tanta gente de la que no sabía el nombre. Entonces Guevara lo resolvía, por ejemplo, con: «Che, ¿me llevás a La Habana?».

## Uso moderno
El che sigue siendo usado con este mismo significado en la actualidad.